# Gnome et Rhône

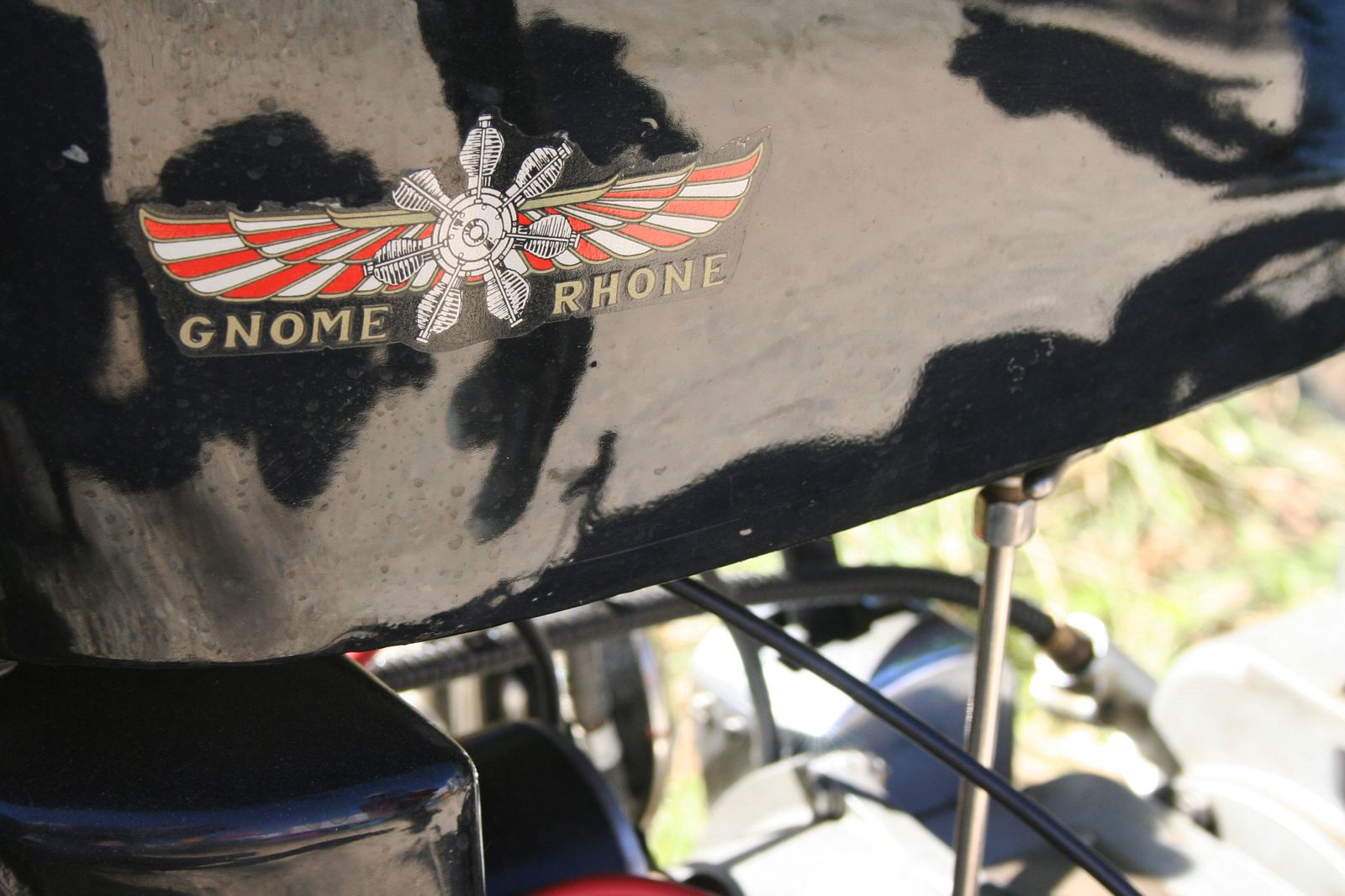

Gnome et Rhône (ook wel: "Gnome-Rhône" en "Gnome et Rhone") is een Frans historisch merk van vliegtuigmotoren en motorfietsen.
De bedrijfsnamen waren: Société des Moteurs Gnome, Société des Moteurs Rhône, Société des Moteurs Gnome et Rhône, Société Française des Moteurs A.B.C Paris, Motos Gnome-Rhône en Société Nationale d'Études et de Construction de Moteurs d'Aviation.

## Historie
Het merk Gnome et Rhône ontstond in 1915, toen het in 1905 opgerichte bedrijf "Gnôme" werd samengevoegd met het bedrijf "Le Rhône", dat al sinds 1897 bestond, maar pas sinds 1910 stermotoren maakte.
Tijdens de Eerste Wereldoorlog produceerde het bedrijf 25.000 negencilinder Gnome Delta en Le Rhône 110pk-rotatiemotoren, terwijl er nog eens 75.000 motoren door andere bedrijven in licentie werden gebouwd, waardoor beide partijen in de oorlog beschikten over Gnome et Rhône-vliegtuigmotoren. Na de oorlog begon de productie van motorfietsen, die de productie van vliegtuigmotoren echter niet verving. In 1949 werd het bedrijf genationaliseerd als onderdeel van de Société Nationale d'Études et de Construction de Moteurs d'Aviation, maar het merk bleef toen nog tot 1959 bestaan als zelfstandig producent van motorfietsen.

### Gnome vliegtuigmotoren

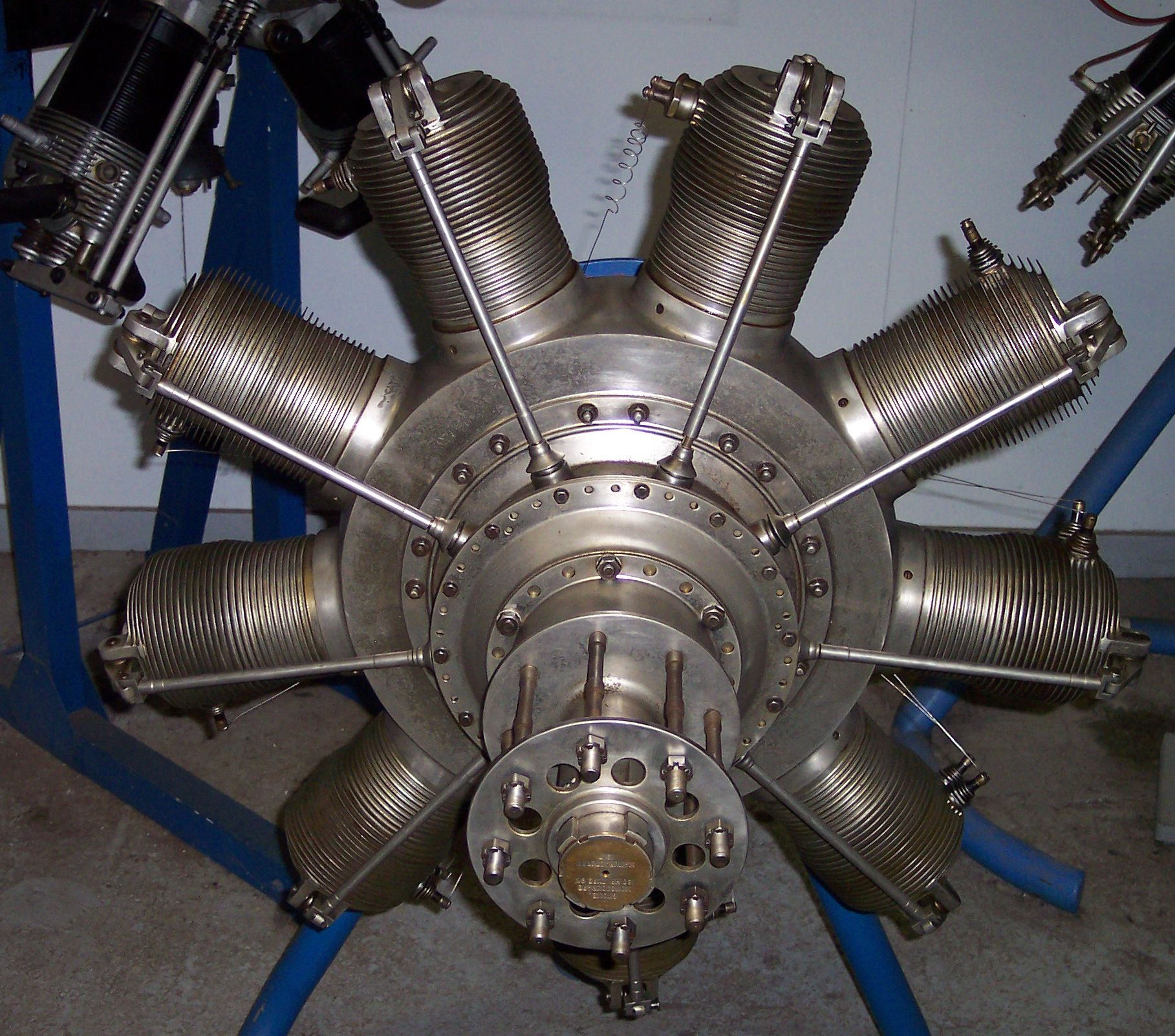
160pk Gnome 9N Monosoupape uit 1917

In 1895 kocht de 26-jarige Franse ingenieur Louis Seguin de licentie voor de productie van de Duitse "Gnom"-eencilinder stationaire motor die door de Motorenfabrik Oberursel ontwikkeld was. Hij bracht de motor onder de Franse naam "Gnome" op de markt. Deze motor liep op kerosine, leverde ongeveer 4 pk en had al een bijzonder kleppenmechanisme, waarbij de uitlaatklep door een stoterstang werd bediend het inlaattraject via inlaatpoorten in de cilinderkop liep. Deze constructie met slechts één klep noemde Seguin "Monosoupape".
Op 6 juni 1905 richtte Louis Seguin samen met zijn broer Laurent de "Société Des Moteurs Gnome" op met als doel automotoren te produceren. Al snel combineerden ze zeven Gnom-cilinders tot een zevencilinder stermotor, waarbij de krukas echter niet draaide, maar het vaste punt vormde waaromheen de hele motor roteerde. Zo waren ze de uitvinders van de rotatiemotor. Dit ontwerp kwam in 1909 op de markt als "Gnome Omega". De motor leverde 50 pk en woog 75 kg. In hun eigen fabriek bouwden Louis en Laurent 1.700 van deze motoren, maar licenties werden verkocht aan Duitsland, Zweden, Groot-Brittannië, de Verenigde Staten en Rusland. De Farman III waarmee Henri Farman een aantal wereldrecords vloog, het eerste vliegtuig dat meer dan 100 km/h vloog en het eerste watervliegtuig werden door een Gnome Omega voortbewogen. Bij de ontwikkeling van de motor waren ook Léon Lemartin en Jules Védrines betrokken, twee jonge ingenieurs die succesvolle piloten zouden worden.
De eerste Gnome-motoren hadden een afwijkend kleppenmechanisme, met een gestuurde uitlaatklep en een inlaatklep die in de zuigerbodem zat en aan het einde van de uitlaatslag automatisch opende om het brandstofmengsel vanuit het carter boven de zuiger te brengen. Het systeem was echter moeilijk te onderhouden omdat de hele cilinder verwijderd moest worden en men stapte in 1914 over op het Monosoupape-systeem met inlaatpoorten in de cilinderkop. Deze poorten kwamen vrij als de zuiger ver genoeg naar beneden ging.
Uit de eerste Gnome-motoren werden een aantal grotere typen ontwikkeld. De Gnome Lambda uit 1911 leverde 80 pk en de negencilinder Gnome Delta (Gnome Monosoupape) uit 1914 leverde 100 pk. Gnome ontwikkelde ook een dubbele Gnome Delta met veertien cilinders die 160 pk leverde, maar zag er geen bruikbare toepassing voor. Toch werd de motor gekopieerd door de Motorenfabrik Oberursel als de U.III en zonder succes toegepast in de eerste Fokker-gevechtsvliegtuigen. Om meer vermogen te genereren werd in 1918 een nieuwe negencilinder uitgebracht, de Gnome Type N, die ook 160 pk leverde. 

### Le Rhône vliegtuigmotoren

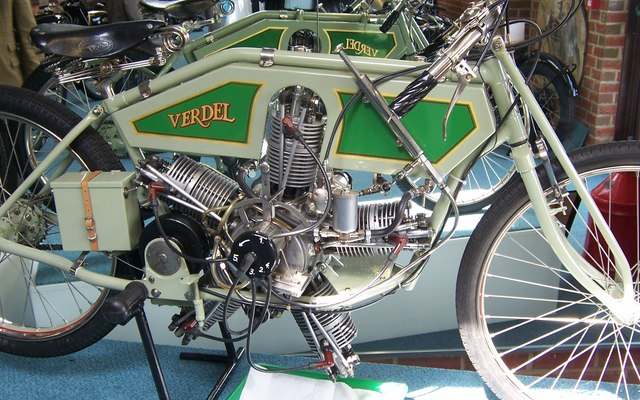
De 750cc-racemotor met stermotor van Louis Verdel

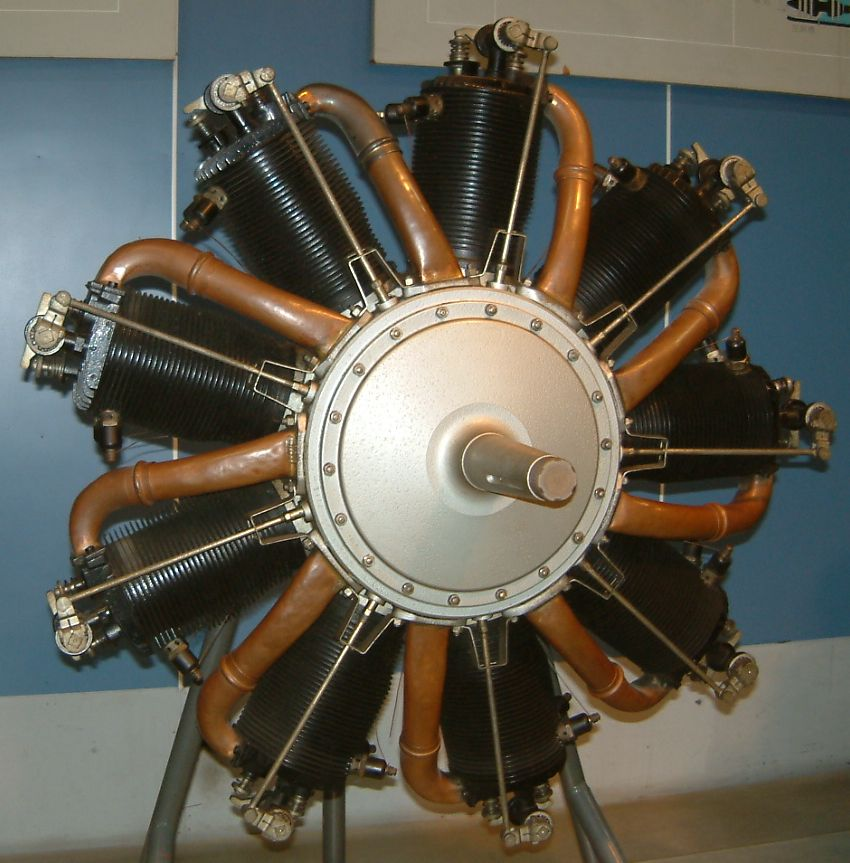
80pk-Le Rhône 9C rotatiemotor

De Oberursel UR.II-motor van de Rode Baron was feitelijk een Le Rhône 9J

In 1910 ontwierp een andere Franse ingenieur, Louis Verdel, een kleine 750cc-vijfcilinder stermotor die niet erg aansloeg. Verdel monteerde hem uiteindelijk in een motorfiets. In 1912 bouwde Verdel een grotere zevencilinder, de Verdel 7C, die 70 pk leverde en 90 kg woog. Deze motor werd populair bij vliegtuigbouwers en Verdel richtte de Société des Moteurs Le Rhône op. Niet veel later volgde de grotere Le Rhône 9C, een negencilinder die 80 pk leverde. De motoren van Verdel waren veel conventioneler dan die van Gnome. Hier waren koperen inlaatspruitstukken gebruikt en de cilinders hadden twee gewone kopkleppen die met stoterstangen en tuimelaars werden bediend. Ook de motoren van Le Rhône werden vaak in licentie nagebouwd, de 110pk-Le Rhône 9J werd in Duitsland (Motorenfabrik Oberursel) geproduceerd. In de Verenigde Staten werden bij de Union Switch & Signal Company in Swissvale ongeveer 10.000 Le Rhône-motoren geproduceerd en ze werden ook gebouwd in Oostenrijk, Groot-Brittannië en Zweden. 

### Gnome et Rhône vliegtuigmotoren
Nadat Gnome en Le Rhône elkaar enkele jaren beconcurreerd hadden, werd besloten samen te gaan werken. De onderhandelingen begonnen in 1914 en op 12 januari 1915 kocht Gnome Le Rhône uit en vormde men de "Société des Moteurs Gnome et Rhône". Het hoofdproduct werd de Le Rhône 9C, die doorontwikkeld werd tot de 110pk-Le Rhône 9J die aan het einde van de Eerste Wereldoorlog verscheen. Het was de meest gebruikte motor in Franse en Britse gevechtsvliegtuigen, maar ironisch genoeg ook in de Duitse, want de Motorenfabrik Oberursel had voor de oorlog de licentierechten gekocht. Zo kon het gebeuren dat de bekendste Duitse oorlogspiloot Manfred von Richthofen een in licente geproduceerde Le Rhône 9J in zijn Fokker Dr.I gebruikte. Duitse piloten vonden de Gnome-motor niet betrouwbaar en grapten dat "Gnom" stond voor "Geht Nie Ohne Monteur." 

#### Interbellum
Na de Eerste Wereldoorlog was er minder behoefte aan vliegtuigmotoren en Gnome et Rhône gebruikte haar fabriekshallen voor de productie van chassis en motoren voor de Rolland-Pilain en Pic-Pic-auto's en Ansaldo-dieselmotoren, maar men maakte ook koelkasten, naaimachines en drilboren. Rond 1920 waren de Gnome- en Rhône-motoren verouderd en er werd niets meer ontwikkeld. Men kocht daarom de licentierechten van de Bristol Jupiter. In 1922 nam Paul-Louis Weiller, een bekende oorlogspiloot, het bedrijf over en hij besloot weer meer nadruk te leggen op de ontwikkeling van vliegtuigmotoren. De Jupiter 9A werd een succes. In 1926 werd de licentie voor de kleinere vijfcilinder Jupiter Titan gekocht, terwijl Bristol van Gnome et Rhône het voor Farman ontwikkelde overbrengingssysteem overnam.

#### Gnome-Rhône K-serie
Gnome et Rhône wilde echter meer dan alleen motoren in licentie te produceren. Op de basis van de Bristol Titan ontwikkelde men eigen motoren en in 1927 verscheen de eerste motor die behoorde tot de K-serie. Dit was 260pk-Gnome-Rhône 5K "Titan", later gevolgd door de zevencilinder 370pk-Gnome-Rhône 7K "Titan Major" en de negencilinder 550pk-Gnome-Rhône 9K "Mistral". Deze motoren werden geleverd in verschillende versies die werden aangeduid met een drieletterige code; de eerste letter gaf de serie aan, de tweede letter de draairichting en de derde letter het oplaadsysteem. Met de komst van de K-serie stopte Gnome met de betalingen van de licentierechten aan Bristol. In 1930 waren er 6.000 Jupiters, Mistrals en Titans geproduceerd en was Gnome de grootste fabrikant van vliegtuigmotoren in Frankrijk. Toch was de 550pk-Mistral niet sterk genoeg meer en men greep terug op het oude idee van twee cilinderblokken. Met twee blokken van zeven cilinders ontstond in 1929 de 625pk-sterke Gnome-Rhône 14K "Mistral Major". Die motor werd meteen een succes. In 1933 leverde de Gnome-Rhône K14frs al 1.025 pk dankzij een betere supercharger en de gewone Mistral profiteerde hier ook van en leverde intussen 770 pk. In plaats van zelf in licentie te produceren ontving Gnome et Rhône nu weer licentierechten uit de hele wereld voor deze motoren. 

#### Gnome-Rhône L-, M- en N-series
Gnome-Rhône stapte af van de grote serie motoren met enkele en dubbelle cilinderblokken van de K-serie en produceerde de achttiencilinder twee-rijen Gnome-Rhône 18L, die 1.400 pk leverde. De vermogen/gewichtsverhouding was echter niet goed en in 1939 werd de ontwikkeling gestaakt. Er kwam een kleinere motor, de veertiencilinder Gnome-Rhône 14M "Mars", die de 9K "Mistral" opvolgde, vooral vanwege het kleine frontale oppervlak, waardoor de verhouding tussen vermogen, gewicht en aerodynamica beter was. In 1936 werd de 14K-serie vervangen door de Gnome-Rhône 14N, die 1.100 pk leverde en wel wat zwaarder was dan de 14K, maar dankzij het grotere vermogen klopten de verhoudingen beter.
Met de komst van de N-serie veranderde de nummering van de motoren: ze werden genummerd afhankelijk van de draairichting: linksom draaiende motoren kregen een even nummer, rechtsom draaiende motoren een oneven nummer. De originele 14N kreeg nummer 14N-0/1 en er verschenen een aantal versies van, waarvan de 14N 10/11 gebruikt werd in de Bloch M 210 bommenwerper, een aantal 14N-motoren in het Bloch MB 152 gevechtsvliegtuig en de 14N-49 in de latere versies van de Bloch MB 152, Loiré-et-Olivier LeO45 en de Amiot 351. De laatste versie van de N-serie was de 14N-50/51, die 1.210 pk leverde. De Franse regering beperkte het verkopen van licenties, nu de Tweede Wereldoorlog dreigde wilde men eventuele toekomstige vijanden niet van licenties voorzien, een fout die in de aanloop naar de Eerste Wereldoorlog was gemaakt.

#### Gnome-Rhône R-serie
In 1939 werd de N-serie opgevolgd door de sterkere R-serie. De 14R-4/5 leverde 1.291 pk en was slechts iets zwaarder dan de 14N. In 1940 volgde de verbeterde 14R-8/9, die 1.578 pk leverde omdat het toerental was verhoogd van 2.400 naar 2.600 tpm. Hoewel dit vermogen redelijk was te noemen, leverden Britse en Duitse vliegtuigmotoren intussen al bijna 2.000 pk.

### BMW-vliegtuigmotoren

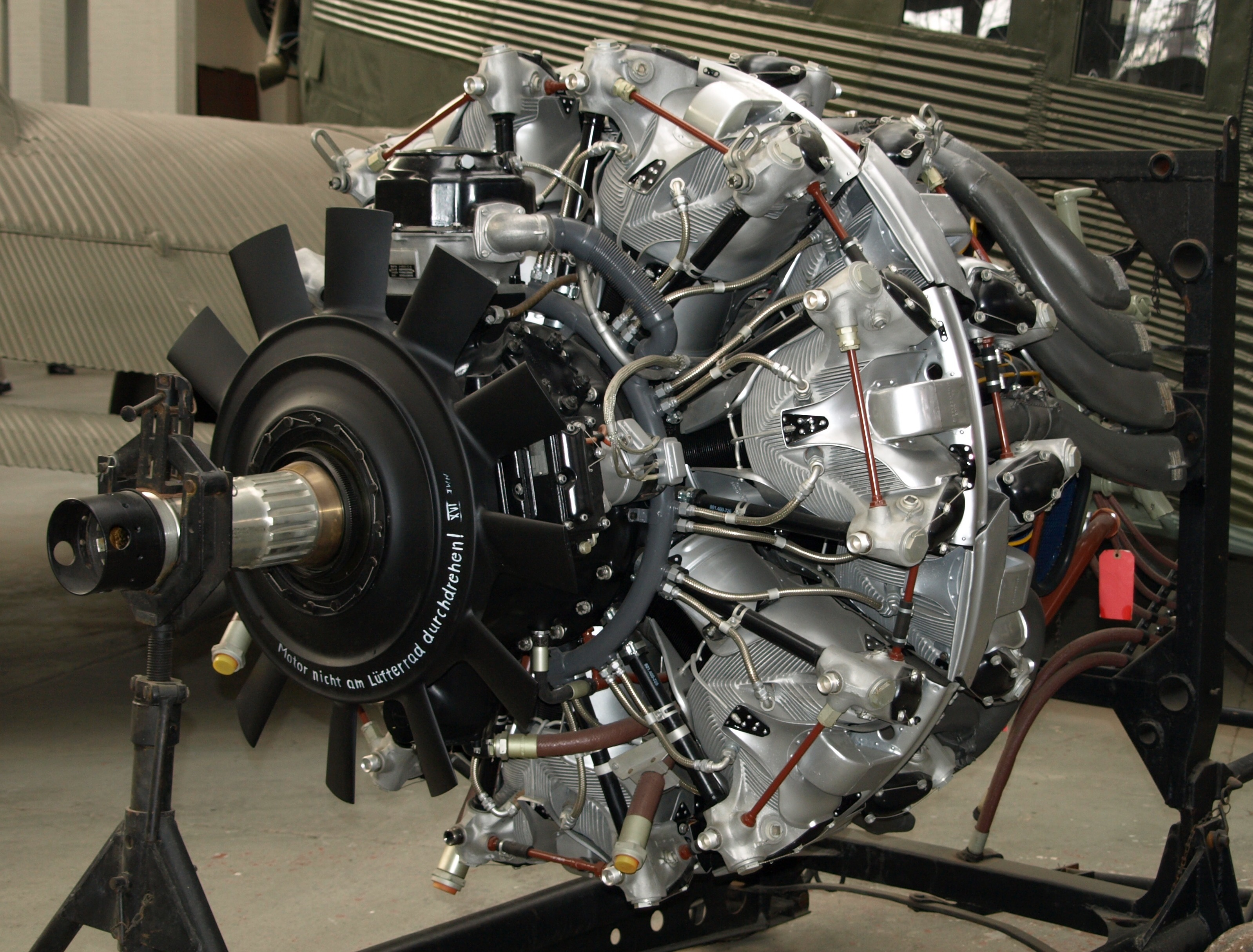
De BMW 801 werd ook door Gnome et Rhône geproduceerd. De motor werd toegepast in het Focke-Wulf Fw 190 jachtvliegtuig

Tijdens de bezetting van Frankrijk produceerde de Gnom-Rhône-fabriek de BMW 801 vliegtuigmotor in licentie en de Gnome-Rhône 14M en 14N werden mondjesmaat toegepast in Duitse vliegtuigen, zoals de Henschel Hs 129b, de Gotha Go 244B en de Messerschmitt Me 323. Het bedrijf wist de productie sterk te vertragen. Terwijl de Duitsers ingeschat hadden dat er tot mei 1944 25.000 vliegtuigmotoren gebouwd zouden zijn, waren dat er in werkelijkheid slechts 8.500. Bij luchtaanvallen met Avro Lancaster-bommenwerpers van het 44 Squadron van de RAF op 9 en 10 mei 1944 werd de oorspronkelijke fabriek in Gennevilliers geheel verwoest. Bij aanvallen op 8 en 9 februari van dat jaar door het 617 Squadron was de fabriek in Limoges zwaar beschadigd.
Aan het einde van de oorlog was het bedrijf niet meer in staat om vliegtuigmotoren te maken. Men produceerde een aantal M4 Sherman tanks voor het Franse leger. Om het bedrijf te redden werd het op 29 mei 1945 genationaliseerd, waardoor de Société Nationale d'Études et de Construction de Moteurs d'Aviation (SNECMA) ontstond. Daarna werd de productie van de 14N, de 14R en de nieuwe 14U weer opgenomen, maar de naam Gnome-Rhône verdween.

### Gnome et Rhone motorfietsen

#### Société Française des Moteurs A.B.C.
Al in 1919 verwierf Gnome et Rhône de licentierechten voor de productie van de oliegekoelde 350cc-inbouwmotoren van Granville Bradshaw. Bradshaw was nauw verbonden met de All British (engine) Company (ABC) in Walton-on-Thames, die vliegtuigmotoren maar ook motorfietsen en de "Skootamota"-scooter bouwde. De Britse regering trok haar steun aan ABC Motors in en het bedrijf ging licenties verkopen, aan de Sopwith Aviation Company, maar in 1921 ook aan Gnome et Rhône. Zo ontstond de Franse tak van ABC: Société Française des Moteurs A.B.C.. Men bouwde nu ook in Frankrijk ABC-motorfietsen, terwijl ABC-hoofdconstructeur Ken Bartlett ook naar Frankrijk kwam. Het eerste model, dat Granville Bradshaw eigenlijk voor Sopwith ontworpen had, was een 400cc-tweecilinderboxermotor met vier versnellingen en kettingaandrijving. De machine had al een soort parallellogram-achtervork met bladvering. In 1924 beëindigde de Société Française des Moteurs A.B.C. haar productie. 

#### Société des Moteurs Gnome-Rhone
Gnome-Rhone zette de motorfietsenproductie nu met eigen modellen voort. Al in 1921 had men zelf een 500cc-eencilinder zijklepmotor met drie versnellingen ontwikkeld en op de markt gebracht. Door de sterke financiële positie - met dank aan de vliegtuigmotoren - kon dit model tegen een zeer lage prijs verkocht worden en het werd dan ook zeer populair. In 1927 verschenen twee lichtere modellen met tweetaktmotoren van 175- en 250 cc. Daarnaast kwam er een nieuwe 500cc-zijklepper en de Gnome-Rhone 500 Gran Sport en Super Sport, beiden met een kopklepmotor. In 1929 kwamen er 310cc-modellen. De voormalige ABC-boxermodellen werden echter ook doorontwikkeld. De Gnome-Rhone V2 had een 500cc-zijklep-boxermotor met asaandrijving en een plaatframe. Deze machine werd doorontwikkeld tot de CV2 met kopkleppen. In de eerste helft van de jaren dertig kwam het model Junior 250 met zijklepmotor en drie versnellingen en de M1- en M2 met een 350cc-kopklepmotor. In 1935 kwam er een 750cc-model, het Model X, met een kopklep-boxermotor dat bedoeld was als zijspantrekker. Een jaar later kwam de 800cc-AX2 gebaseerd op het 750cc-model, maar met een zijklepmotor.

#### Tweede Wereldoorlog
In 1941 werd een prototype van een lichte tweetaktmotorfiets met drie versnellingen gepresenteerd, maar tot serieproductie kwam het niet omdat het bedrijf zich volledig moest richten op de bouw van vliegtuigmotoren. Na de oorlog kwam ook de motorfietstak onder verantwoordelijkheid van SNECMA, maar directeur Marcel Weil richtte zich op de vliegtuigbouw (en voegde bijvoorbeeld ook vliegtuigbouwer Régie Nationale des Usines Renault toe) en bracht de motorfietstak van Gnome-Rhone onder bij Gaston Durand. Durand had ervaring in de motorfietsbranche. Hij had in 1922 al een 500cc-model voor Pierton in Courbevoie ontwikkeld en later als constructeur voor Jean Thomann in Montreuil gewerkt.
Daardoor hoefde Gnome-Rhone na de oorlog niet - zoals de meeste merken - terug te grijpen op vooroorlogse modellen. Al in 1946 verscheen een geheel nieuw model: een 344cc-tweetakt-paralleltwin met apart staande cilinders. Tussen de cilinders zat de ontstekingsmagneet en de carburateur. Door de tussenruimte ontstond ook een betere rijwindkoeling. De motor leverde 17 pk bij 6.000 tpm en de machine had een topsnelheid van 125 km/uur. Zoals in Frankrijk gebruikelijk had de machine geen achtervering, maar aan de voorkant zat al een telescoopvork. Naast dit model kwamen er ook 100- en 125cc-tweetaktjes, waarmee het merk voorzag in de vraag naar goedkope vervoermiddelen die na de oorlog in heel Europa ontstond. De 800cc-AX2 werd echter ook doorontwikkeld en van een kopklepmotor voorzien.
In 1952 werd het modellenaanbod uitgebreid met een 175cc-viertaktmotor en een 200cc-tweetakt en men beperkte zich enkele jaren tot de productie van deze lichte modellen. In 1955 kregen de constructeurs Guillemot en Bourguin opdracht een zwaardere machine te ontwikkelen. Ze bouwden een 250cc-tweetakt-boxermotor, niet met mengsmering maar met een apart smeersysteem onder druk die werd opgebouwd in het carter. Vreemd genoeg had deze motor naast vier normale versnellingen ook nog een achteruitversnelling. Men was dan ook van plan het motortje in een dwergauto in te bouwen. Men wilde de machine met kettingaandrijving uitrusten, maar de langsgeplaatste motor was veel beter geschikt voor asaandrijving. Het plaatframe was zo geconstrueerd dat ook andere motorblokken toegepast konden worden. Aan de achterkant zat een swingarm met twee veer/demperelelemten, aan de voorkant een Earles voorvork. Het model kwam nooit in productie en bij het motorblok bleef het zelfs bij bouwtekeningen. Het frame werd voor een prototype met een ander motorblok gebruikt, maar ook dat ging nooit in productie. 

#### Motavia bromfietsen
De bromfiets productie was in 1950 al opgestart, maar daarvoor gebruikte men 50cc-inbouwmotoren van andere merken. In de tweede helft van de jaren vijftig werden de Gnome et Rhone-bromfietsen onder de merknaam "Motavia" verkocht en met inbouwmotoren van Lavalette en met o.a. in licentie gebouwde 98 cc Villiers S2G motoren uitgerust.
Na het mislukte project van de ingenieurs Guillemot en Bourguin overleefde het merk de jaren vijftig met de bestaande modellen en de productie van bromfietsen, maar in 1959 verdween het van de markt. 

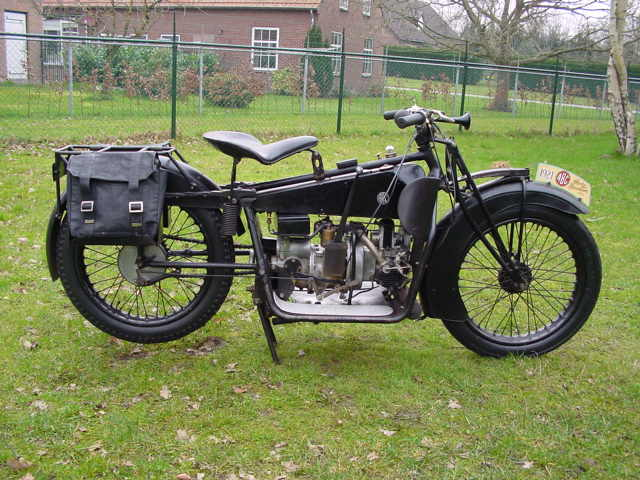
Britse versie van de 400cc-ABC, vrijwel identiek aan de Franse ABC
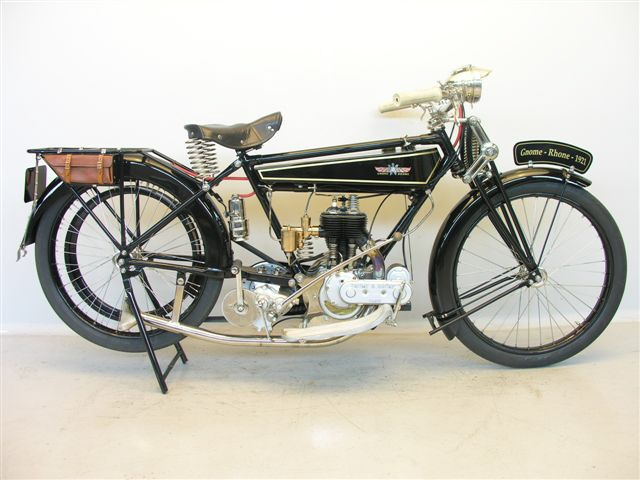
Het eerste eigen model van Gnome et Rhone was een 500cc-eencilinder. Dit is de C-versie uit 1923
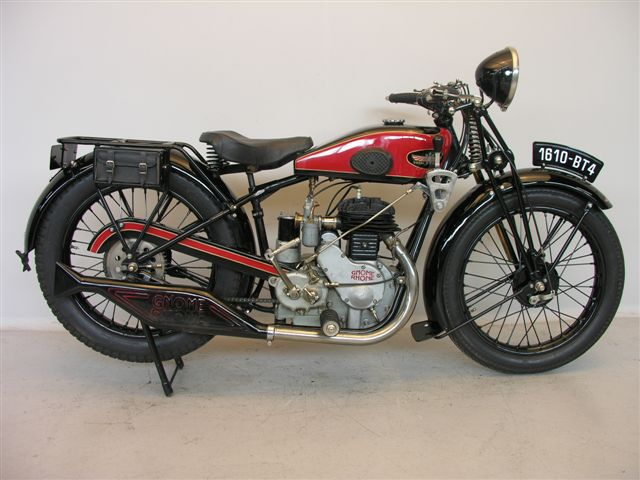
Gnome et Rhone M1 350 cc uit 1930
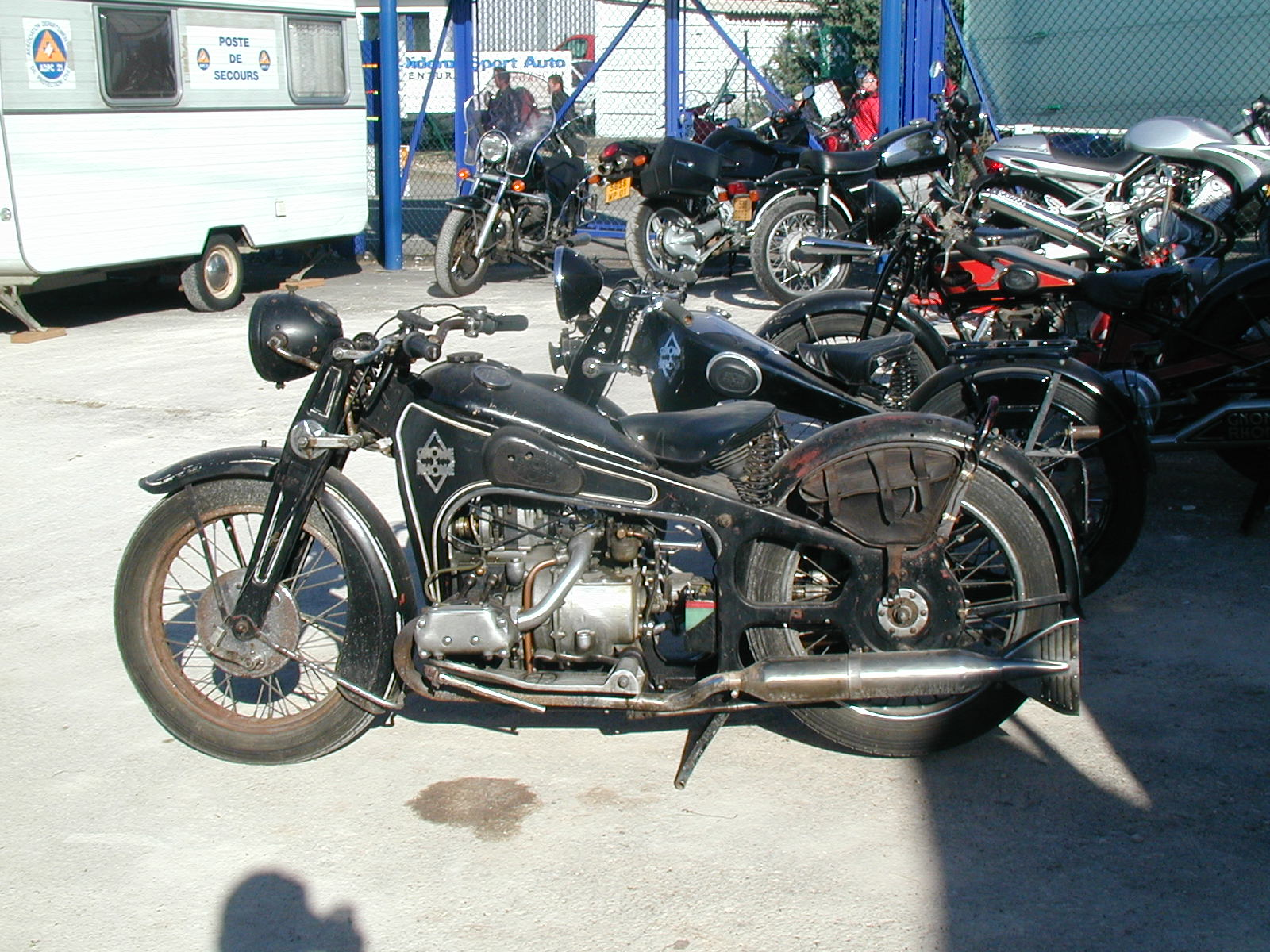
Gnome et Rhone Type X 750cc-boxermotor uit 1937
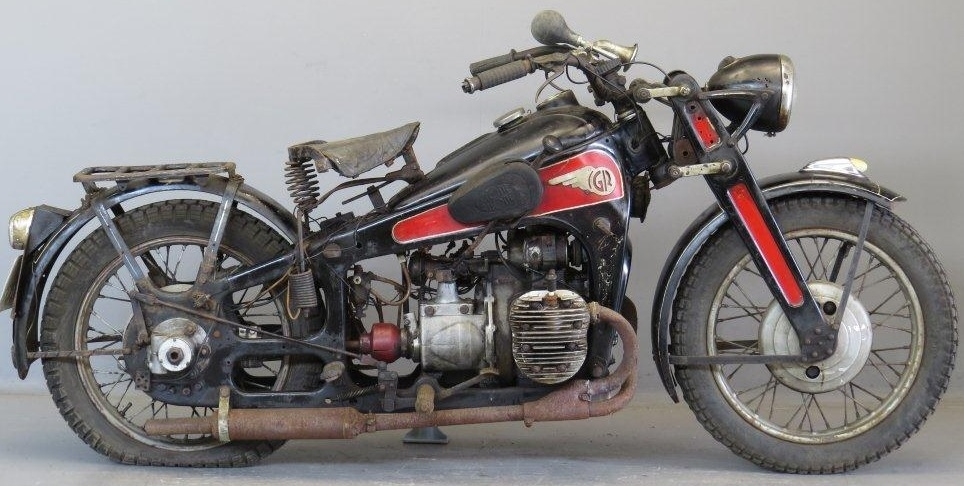
Gnome et Rhone AX2 800cc-boxermotor uit 1940